# Mudá
Mudá település Spanyolországban, Palencia tartományban. Mudá Salinas de Pisuerga, Cervera de Pisuerga és San Cebrián de Mudá községekkel határos. Lakosainak száma 80 fő (2024).

## Népesség
A település népessége az elmúlt években az alábbi módon változott:
| Lakosok száma | 125  | 105  | 105  | 105  | 100  | 95   | 87   | 86   | 80   | 80   |
|               | 2001 | 2004 | 2007 | 2009 | 2012 | 2014 | 2017 | 2019 | 2022 | 2024 |